# Ruhla
Ruhla är en stad i Wartburgkreis i förbundslandet Thüringen i Tyskland.
Staden ingår i förvaltningsgemenskapen Ruhla tillsammans med kommunen Seebach.